# Цемник (Західнопоморське воєводство)
Цемник (пол. Ciemnik) — село в Польщі, у гміні Інсько Старгардського повіту Західнопоморського воєводства.
Населення — 239 осіб (2011).
У 1975-1998 роках село належало до Щецинського воєводства.

## Демографія
Демографічна структура станом на 31 березня 2011 року:
|          | Загалом | Допрацездатний вік | Працездатний вік | Постпрацездатний вік |
| -------- | ------- | ------------------ | ---------------- | -------------------- |
| Чоловіки | 137     | 30                 | 98               | 9                    |
| Жінки    | 102     | 19                 | 58               | 25                   |
| Разом    | 239     | 49                 | 156              | 34                   |